# Mitsuki Saito
Mitsuki Saito (齊藤 未月, Saito Mitsuki, Fujisawa, 10 januari 1999) is een Japans voetballer die als middenvelder speelt bij Shonan Bellmare.

## Clubcarrière
Saito begon zijn carrière in 2016 bij Shonan Bellmare.

## Interlandcarrière
Saito speelde met het nationale elftal voor spelers onder de 20 jaar op het WK –20 van 2019 in Polen.